# William R. Snodgrass Tennessee Tower
Tennessee Tower – wieżowiec w centrum Nashville, w którym mieszczą się biura rządowe Tennessee. Wysokość wieżowca to 138 m. Jest to trzeci pod względem wielkości budynek w Nashville.
Wieżowiec został zbudowany dla National Life and Accident Insurance Company do czasu przejęcia jej przez stan Tennessee w dniu 3 stycznia 1994 roku. W budynku pracuje obecnie ponad 1000 pracowników państwowych.